# Caetés (Pernambouc)
Pour le peuple, voir Caetés.
Caetés est une ville brésilienne de l'intérieur de l'État du Pernambouc.

## Généralités
Il s'agit de la ville natale de Luiz Inácio Lula da Silva, président du Brésil du 1er janvier 2003 au 1er janvier 2011 et depuis le 1er janvier 2023.

## Géographie
Caetés se situe par une latitude de 8° 46′ 22″ sud et par une longitude de 36° 37′ 22″ ouest, à une altitude de 849 mètres.
Sa population était de 26 010 habitants au recensement de 2007. La municipalité s'étend sur 330 km2.
Elle fait partie de la microrégion de Garanhuns, dans la mésorégion de l'Agreste du Pernambouc.

## Personnalités liées à la communauté
- Luiz Inácio Lula da Silva (1945-), homme d'État brésilien.